# ستيفن باش
ستيفن باش (بالإنجليزية: Steven Bach)‏ هو منتج أفلام أمريكي، ولد في 29 أبريل 1938 في بوكاتيلو في الولايات المتحدة، وتوفي في 25 مارس 2009 في أرلينغتون في الولايات المتحدة.

## وصلات خارجية
- ستيفن باش على موقع IMDb (الإنجليزية)
- ستيفن باش على موقع أول موفي (الإنجليزية)
- ستيفن باش على موقع قاعدة بيانات الأفلام السويدية (السويدية)
- ستيفن باش على موقع قاعدة بيانات الفيلم (الإنجليزية)
- ستيفن باش على موقع كينوبويسك (الروسية)